# 남상미
남상미(1984년 5월 3일 ~ )는 대한민국의 배우이다.

## 학력
- 석관고등학교 (졸업)
- 동덕여자대학교 (방송 연예과/중퇴)

## 가족
- 어머니, 오빠
- 남편:임재현(결혼:2015년 1월 24일 ~ )
- 딸:(2015년 11월 12일생 ~ )

## 출연 작품

### 드라마
| 연도* | 제목                               | 역할   | 방송사 | 비고                     |
| ----- | ---------------------------------- | ------ | ------ | ------------------------ |
| 2003  | 러브레터                           | 임경은 | MBC    | 김영애 아역              |
| 2003  | 봄은 건달처럼 내게로 왔다          | 선영   | SBS    | 오픈드라마 남과 여 101회 |
| 2003  | 백수탈출                           | 왕빛나 | SBS    |                          |
| 2003  | 쑥과 마늘에 관한 진실              | 한사랑 | KBS2   | KBS 드라마시티 186회     |
| 2004  | 혼자가 아니야                      | 남상미 | SBS    | 시트콤                   |
| 2005  | 프리지어, 곰인형, 핫초코 그리고... | 최다영 | KBS2   | KBS 드라마시티 245회     |
| 2005  | 어여쁜 당신                        | 유인경 | KBS1   |                          |
| 2005  | 달콤한 스파이                      | 이순애 | MBC    |                          |
| 2006  | 불량가족                           | 김양아 | SBS    |                          |
| 2007  | 개와 늑대의 시간                   | 서지우 | MBC    |                          |
| 2008  | 식객                               | 김진수 | SBS    |                          |
| 2009  | 천하무적 이평강                    | 이평강 | KBS2   |                          |
| 2010  | 인생은 아름다워                    | 부연주 | SBS    |                          |
| 2011  | 빛과 그림자                        | 이정혜 | MBC    |                          |
| 2012  | 기적 같은 기적                     | 한명주 | KBS2   | KBS 드라마 스페셜 68회   |
| 2013  | 결혼의 여신                        | 송지혜 | SBS    |                          |
| 2014  | 조선 총잡이                        | 정수인 | KBS2   |                          |
| 2017  | 김과장                             | 윤하경 | KBS2   |                          |
| 2018  | 그녀로 말할 것 같으면              | 지은한 | SBS    |                          |

※ 첫 방영일 순이며, 다년간 방영된 작품의 경우 작품이 방영되기 시작한 연도를 가리킨다.

### 영화
| 연도* | 제목               | 역할   | 비고       |
| ----- | ------------------ | ------ | ---------- |
| 2004  | 그녀를 모르면 간첩 | 남진아 |            |
| 2004  | 그녀를 믿지 마세요 | 재은   |            |
| 2004  | 령                 | 수인   |            |
| 2005  | 잠복근무           | 차승희 |            |
| 2005  | 강력3반            | 이해령 |            |
| 2009  | 불신지옥           | 희진   |            |
| 2010  | 당신               |        | 초단편영화 |
| 2012  | 복숭아나무         | 박승아 |            |
| 2014  | 슬로우 비디오      | 봉수미 |            |

※ 개봉일 순.

## 그 외 출연

### 텔레비전
- KBS2 《자유선언 토요대작전 - 산장미팅 장미의 전쟁》(2003)
- SBS 《TV 장학회》 9회(2004.1.11)
- MBC 《일요일 일요일 밤에 - 브레인 서바이벌》(2004)
- SBS 《실제상황! 토요일 - X맨을 찾아라!》(2004)
- MBC 《유재석 김원희의 놀러와》 5회(2004.6.5), 40회(2005.3.12), 66회(2005.9.16)
- SBS 《김용만 신동엽의 즐겨찾기》 23회(2004.10.05)
- SBS 《일요일이 좋다 - X맨》(2004, 2005)
- KBS2 《상상플러스》 16회(2005.2.22)
- SBS 《야심만만 만명에게 물었습니다》 131회(2005.9.26)
- SBS 《생방송 TV연예》 MC (2006)
- MBC 《일요일 일요일 밤에》- 단비 7회(2010.1.17), 8회(2010.1.24)
- EBS 《나눔》 나레이션 22회 (2014.11.13)
- tvN 《집밥 백선생 시즌 3》 (2017.2.14~2017.11.28)
- MBN 《오늘도 배우다》(2019.2.14 ~2019.5.6)

### 뮤직 비디오
- 2002년 신승훈 - 크리스마스 미라클
- 2004년 김형중 - 그녀가 웃잖아
- 2004년 빈티지 블루 - 사랑은 사랑이
- 2006년 이승기 - 하기 힘든 말
- 2009년 지아 - 술 한 잔해요

### 광고
- KB증권 - YOU FIRST
- 삼익제약 - 브리타
- 한국코카콜라 - 환타
- 한국P&G - 위스퍼
- 아모레퍼시픽 - 이니스프리
- 참이슬

## 홍보대사
- 2007년 사이버캅 네탄 홍보대사
- 2008년 SBS 물환경대상 물 환경지킴이 홍보대사

## 수상 및 후보
| 연도 | 시상식                         | 부문                                  | 작품                                                | 결과 |
| ---- | ------------------------------ | ------------------------------------- | --------------------------------------------------- | ---- |
| 2005 | KBS 연기대상                   | 여자 단막극상                         | KBS 드라마시티 - 프리지어, 곰인형, 핫초코 그리고... | 후보 |
| 2006 | 제42회 백상예술대상            | TV부문 여자 신인연기상                | 달콤한 스파이                                       | 후보 |
| 2006 | MBC 연기대상                   | 여자 신인연기상                       | 달콤한 스파이                                       | 수상 |
| 2006 | SBS 연기대상                   | 미니시리즈부문 여자 연기상            | 불량가족                                            | 후보 |
| 2007 | MBC 연기대상                   | 여자 우수연기상                       | 개와 늑대의 시간                                    | 수상 |
| 2008 | 제3회 서울 드라마 어워즈       | 네티즌 인기상                         | 개와 늑대의 시간                                    | 수상 |
| 2008 | SBS 연기대상                   | 특별기획부문 여자 연기상              | 식객                                                | 후보 |
| 2009 | KBS 연기대상                   | 미니시리즈부문 여자 우수연기상        | 천하무적 이평강                                     | 후보 |
| 2010 | 제3회 대한민국 사이버치안 대상 | 경찰청장 감사장                       | 빈칸                                                | 수상 |
| 2010 | SBS 연기대상                   | 연속극부문 여자 조연상                | 인생은 아름다워                                     | 후보 |
| 2012 | MBC 연기대상                   | 특별기획부문 여자 최우수연기상        | 빛과 그림자                                         | 후보 |
| 2013 | SBS 연기대상                   | 장편드라마부문 여자 최우수연기상      | 결혼의 여신                                         | 수상 |
| 2013 | SBS 연기대상                   | 10대 스타상                           | 결혼의 여신                                         | 수상 |
| 2014 | KBS 연기대상                   | 여자 최우수연기상                     | 조선 총잡이                                         | 후보 |
| 2014 | KBS 연기대상                   | 중편드라마부문 여자 우수연기상        | 조선 총잡이                                         | 수상 |
| 2014 | KBS 연기대상                   | 여자 네티즌상                         | 조선 총잡이                                         | 후보 |
| 2014 | KBS 연기대상                   | 베스트 커플상 (with 이준기)           | 조선 총잡이                                         | 수상 |
| 2015 | 제3회 드라마피버 어워즈        | 베스트 커플상 (with 이준기)           | 조선 총잡이                                         | 후보 |
| 2017 | KBS 연기대상                   | 중편드라마부문 여자 우수연기상        | 김과장                                              | 후보 |
| 2017 | KBS 연기대상                   | 베스트 커플상 (with 남궁민)           | 김과장                                              | 후보 |
| 2018 | 제6회 에이판 스타 어워즈       | 장편드라마부문 여자 우수연기상        | 그녀로 말할 것 같으면                               | 후보 |
| 2018 | SBS 연기대상                   | 여자 프로듀서상                       | 그녀로 말할 것 같으면                               | 수상 |
| 2018 | SBS 연기대상                   | 주말·일일드라마부문 여자 최우수연기상 | 그녀로 말할 것 같으면                               | 후보 |